# Chilenische Fußballnationalmannschaft (U-20-Frauen)
Die chilenische U-20-Fußballnationalmannschaft der Frauen repräsentiert Chile im internationalen Frauenfußball. Die Nationalmannschaft untersteht der Federación de Fútbol de Chile und wird seit Februar 2020 von Andrés Aguayo trainiert. Der Spitzname der Mannschaft ist La Roja Femenina Sub 20.
Die Mannschaft tritt bei der Südamerika-Meisterschaft, den Juegos Bolivarianos und der U-20-Weltmeisterschaft für Chile an. Zu den größten Erfolgen des Teams zählen der vierte Platz bei der Südamerikameisterschaft 2008 und der Halbfinaleinzug 2010. Im Jahr 2008 qualifizierte sich die chilenische U-20-Auswahl zudem erstmals für die U-20-Weltmeisterschaft, kam dort jedoch nicht über die Gruppenphase hinaus.

## Turnierbilanz

### Weltmeisterschaft
| Jahr   | Gastgeber       | Platzierung        |
| ------ | --------------- | ------------------ |
| 2002   | Kanada          | nicht qualifiziert |
| 2004   | Thailand        | nicht qualifiziert |
| 2006   | Russland        | nicht qualifiziert |
| 2008   | Chile           | nicht qualifiziert |
| 2010   | Deutschland     | nicht qualifiziert |
| 2012   | Japan           | nicht qualifiziert |
| 2014   | Kanada          | Gruppenphase       |
| 2016   | Papua-Neuguinea | nicht qualifiziert |
| 2018   | Frankreich      | nicht qualifiziert |
| 2020 1 | Costa Rica 1    | – 1                |
| 2022   | Costa Rica      | nicht qualifiziert |
| 2024   | Kolumbien       | nicht qualifiziert |

### Südamerika-Meisterschaft
| Jahr   | Gastgeber     | Platzierung  |
| ------ | ------------- | ------------ |
| 2004   | Brasilien     | Gruppenphase |
| 2006   | Chile         | Gruppenphase |
| 2008   | Brasilien     | 4. Platz     |
| 2010   | Kolumbien     | Halbfinale   |
| 2012   | Brasilien     | Gruppenphase |
| 2014   | Uruguay       | Gruppenphase |
| 2015   | Brasilien     | Gruppenphase |
| 2018   | Ecuador       | Gruppenphase |
| 2020 2 | Argentinien 2 | – 2          |
| 2022   | Chile         | Gruppenphase |
| 2024   | Ecuador       | Gruppenphase |

### Juegos Bolivarianos
| Jahr | Gastgeber | Platzierung        |
| ---- | --------- | ------------------ |
| 2005 | Kolumbien | nicht qualifiziert |
| 2009 | Bolivien  | nicht qualifiziert |
| 2013 | Peru      | Gruppenphase       |
| 2017 | Kolumbien | nicht qualifiziert |
| 2022 | Kolumbien | nicht qualifiziert |